# Unchair
Unchair település Franciaországban, Marne megyében. Lakosainak száma 188 fő (2022. január 1.). Unchair Breuil, Courville, Crugny, Hourges és Magneux községekkel határos.

## Népesség
A település népessége az elmúlt években az alábbi módon változott:
| Lakosok száma | 106  | 120  | 127  | 158  | 160  | 163  | 166  | 177  | 183  | 188  |
|               | 1968 | 1982 | 1990 | 2006 | 2013 | 2015 | 2017 | 2019 | 2020 | 2022 |